# Championnat d'Écosse féminin de football 2017
Navigation
Édition précédente Édition suivante
La saison 2017 du Championnat d'Écosse féminin de football (Scottish Women's Premier League) est la seizième saison du championnat. Le Glasgow City Ladies Football Club remet son titre en jeu.
Le championnat débute le 12 mars 2017. Glasgow City défend son titre. Hibernian, seul club à pouvoir s'opposer à la mainmise Galwégienne sur le championnat tentera d'empêcher les championnes en titre de s'octroyer un onzième titre consécutif.

## Participants
| \| Glasgow : · Glasgow City · Celtic · Rangers · Edimbourg : · Hibernian · Spartans Édimbourg Aberdeen Glasgow Stirling Hamilton \| Localisation des clubs engagés dans le championnat. |
| Glasgow : · Glasgow City · Celtic · Rangers · Edimbourg : · Hibernian · Spartans Édimbourg Aberdeen Glasgow Stirling Hamilton                                                           |

Ce tableau présente les huit équipes qualifiées pour disputer le championnat 2017. 
| Nom du club                                          | Entraîneur          | Date de création | Dernière montée | Stade                  | Capacité |
| ---------------------------------------------------- | ------------------- | ---------------- | --------------- | ---------------------- | -------- |
| Aberdeen Ladies Football Club                        | Allan Smith         |                  |                 | Heathryfold Park       |          |
| Celtic Football Club Women                           | David Haley         | 2007             |                 | Celtic Training Centre | -        |
| Hamilton Academical Women's and Girl's Football Club |                     | 2017             |                 | New Douglas Park       | 5 510    |
| Glasgow City Football Club                           | Eddie Wolecki-Black | 1998             |                 | Petershill Park        | -        |
| Hibernian Ladies Football Club                       | Willie Kirk         | 1999             |                 | Albyn Park             | -        |
| Rangers Women's Football Club                        | Angie Hind          | 2008             |                 | Petershill Park        |          |
| Spartans Football Club Women's and Girl's            | Debbi McCulloch     | 1985             |                 | Spartans Academy       | 3 000    |
| Stirling University and Falkirk Ladies Football Club | Tommy Craig         | 2015             |                 | Gannochy Sports Centre | 1 000    |

## Classement
Chaque club dispute trois rencontres contre chacun de ses adversaires. La première partie de la saison consiste en un championnat aller-retour. Le choix du terrain pour le troisième match est tiré au sort.
| Rang | Équipe                      | Pts | J  | G  | N | P  | Bp | Bc | Diff |
| ---- | --------------------------- | --- | -- | -- | - | -- | -- | -- | ---- |
| 1    | Glasgow City T              | 59  | 21 | 19 | 2 | 0  | 70 | 4  | +66  |
| 2    | Hibernian Ladies            | 54  | 21 | 18 | 0 | 3  | 75 | 14 | +61  |
| 5    | Celtic FCW                  | 35  | 21 | 11 | 2 | 8  | 54 | 30 | +24  |
| 4    | Stirling University Falkirk | 28  | 21 | 8  | 4 | 9  | 26 | 39 | -13  |
| 3    | Spartans FCWG               | 28  | 21 | 8  | 4 | 9  | 26 | 46 | -20  |
| 6    | Rangers WFC                 | 20  | 21 | 6  | 2 | 13 | 33 | 51 | -18  |
| 7    | Hamilton Academical WFC P   | 13  | 21 | 4  | 1 | 16 | 15 | 50 | -35  |
| 8    | Aberdeen Ladies             | 6   | 21 | 1  | 3 | 17 | 16 | 81 | -65  |

| Légende : Qualifications et relégations | Légende : Qualifications et relégations                                                                            |
| --------------------------------------- | --- |
|                                         | Ligue des champions féminine de l'UEFA 2018-2019                                                                   |
|                                         | T' : Tenant du titre P : Promu C : Vainqueur de la Coupe d'Écosse 2017 'L : Vainqueur de la Coupe de la Ligue 2017 |

### Résultats
| Résultats (▼dom., ►ext.)                                   | ABE | CEL | GLW | HAM | HIB | RAN | SPA | STI |
| Aberdeen LFC                                               |     | 0-7 | 0-3 | 3-0 | 2-7 | 2-2 | 2-2 | 0-0 |
| Celtic FCW                                                 | 6-1 |     | 1-1 | 4-0 | 1-3 | 1-2 | 3-0 | 2-1 |
| Glasgow City                                               | 8-0 | 4-0 |     | 3-1 | 1-0 | 5-0 | 5-0 | 7-0 |
| Hamilton Academical WFC                                    | 5-1 | 1-2 | 1-3 |     | 0-3 | 0-4 | 0-1 | 0-1 |
| Hibernian Ladies                                           | 6-0 | 3-1 | 1-2 | 6-0 |     | 2-0 | 8-0 | 2-0 |
| Rangers WFC                                                | 1-0 | 4-1 | 0-3 | 2-4 | 1-4 |     | .   | 2-3 |
| Spartans FCWG                                              | 3-0 | 1-1 | 0-5 | .   | 0-4 | 3-1 |     | 0-1 |
| Stirling University Falkirk                                | 4-2 | 0-2 | 0-0 | 1-0 | 0-3 | 5-3 | 0-1 |     |
| - Victoire à domicile - Match nul - Victoire à l'extérieur |     |     |     |     |     |     |     |     |

| Résultats (▼dom., ►ext.)                                   | ABE | CEL | GLW | HAM | HIB | RAN | SPA | STI |
| Aberdeen LFC                                               |     |     | 0-3 |     |     |     | 1-2 |     |
| Celtic FCW                                                 | 6-0 |     |     |     |     | 5-1 |     | 4-1 |
| Glasgow City                                               |     |     |     | 3-0 |     | 2-0 | 4-0 | 3-0 |
| Hamilton Academical WFC                                    | 1-0 | 0-4 |     |     |     | 2-1 | 0-3 |     |
| Hibernian Ladies                                           |     | 3-1 | 0-3 | 4-0 |     |     |     |     |
| Rangers WFC                                                | 4-1 |     |     | 0-2 |     |     |     |     |
| Spartans FCWG                                              |     | 3-2 |     |     | 0-3 | 2-3 |     |     |
| Stirling University Falkirk                                |     |     |     | 3-2 | 0-2 | 1-1 | 2-2 |     |
| - Victoire à domicile - Match nul - Victoire à l'extérieur |     |     |     |     |     |     |     |     |

## Bilan de la saison
| Championnat d'Écosse de football 2017            |                                        |
| Champion                                         | Glasgow City Football Club (12e titre) |
| Dauphin                                          | Hibernian Ladies Football Club         |
| Coupes et trophées                               |                                        |
| Vainqueur de la Coupe d'Écosse 2017              | Hibernian Ladies Football Club         |
| Qualifications continentales                     |                                        |
| Ligue des champions féminine de l'UEFA 2018-2019 | Glasgow City Football Club             |
| Ligue des champions féminine de l'UEFA 2018-2019 | Hibernian Ladies Football Club         |
| Promotions et relégations                        |                                        |
| Promus en Championnat d'Écosse de football       | Aberdeen Ladies Football Club          |
| Relégués en Championnat d'Écosse de football     | Forfar Farmington Football Club        |